# Eumeta bougainvillea
Eumeta bougainvillea är en fjärilsart som beskrevs av Embrik Strand 1914. Eumeta bougainvillea ingår i släktet Eumeta och familjen säckspinnare. Inga underarter finns listade i Catalogue of Life.